# Чорешть (Молдова)
Чорешть (рум. Ciorești) — село у Ніспоренському районі Молдови. Адміністративний центр однойменної комуни, до складу якої також входить село Вулкенешть.

## Населення
За даними перепису населення 2004 року у селі проживали 3363 особи.
Національний склад населення села:
| Національність   | Кількість осіб | Відсоток   |
| ---------------- | -------------- | ---------- |
| молдавани румуни | 3303 42        | 98,2% 1,2% |
| росіяни          | 11             | 0,3%       |
| українці         | 5              | 0,1%       |
| болгари          | 1              | < 0,1%     |
| цигани           | 1              | < 0,1%     |
| Всього           | 3363           | 100%       |